# Gabriel Tual
Gabriel Tual, född 9 april 1998, är en fransk friidrottare som tävlar i medeldistanslöpning.

## Karriär
Vid europamästerskapen i friidrott 2024 tog han guld på på 800 meter.